# Лупп Солунский
Лупп Солунский (греч. Λύκος τῆς Θεσσαλονίκης, ? — после 306 года) — раб великомученика Димитрия Солунского. Христианский святой, почитается в лике мучеников, память в Православной церкви совершается 23 августа и 26 октября (по юлианскому календарю).
О Луппе, жителе Фессалоник, известно из жития святого Димитрия, который поручил ему раздать бедным всё имущество, доставшееся ему после смерти родителей. После казни Димитрия «благоговейно взял ризу своего господина, орошенную его честною кровью, в которой омочил и перстень. Сею ризою и перстнем он сотворил много чудес». За проповедь христианства Лупп был усечён мечом по распоряжению императора Максимиана.